# Station Amsterdam Weesperpoort
Het Weesperpoortstation was een kopstation in Amsterdam. Het was tussen 1843 en 1939 in gebruik.
Het station lag net buiten de Weesperpoort en werd op 28 december 1843 in gebruik genomen voor de door de Nederlandsche Rhijnspoorweg-Maatschappij aangelegde en geëxploiteerde verbinding naar Utrecht. Rond 1850 werd het emplacement vergroot en het station verbouwd. Tegelijk kreeg het station een gietijzeren overkapping naar Brits ontwerp; de eerste in zijn soort in Nederland. Van 1881 tot 1939 was dit station ook het vertrekpunt van de Gooische Stoomtram, die een tramdienst onderhield naar Diemen, Muiden, Naarden, Laren en Hilversum; in de volksmond De Gooische Moordenaar genoemd, vanwege de vele ongelukken.
Het Weesperpoortstation was het derde Amsterdamse station. Het station Amsterdam Willemspoort, het beginpunt van de spoorlijn naar Haarlem, was een jaar eerder geopend om het oude Station d'Eenhonderd Roe te vervangen. In 1880 werd er een verbindingsbaan aangelegd naar de Oosterspoorweg (geëxploiteerd door de Hollandsche IJzeren Spoorweg Maatschappij), die vanaf 1889 tevens de verbinding werd met het nieuwe Centraal Station. Het Centraal Station werd het nieuwe beginpunt van de treinen richting Utrecht, maar er bleven treinen via het Weesperpoortstation rijden, waar deze treinen moesten kopmaken.
In het kader van de Spoorwegwerken Oost werden in de jaren dertig de laaggelegen spoorlijnen in Amsterdam-Oost vervangen door sporen op spoordijken. De vele overwegen werden vervangen door viaducten. Het laaggelegen Weesperpoortstation werd gesloten. De functie van dit station werd overgenomen door het zuidelijker gelegen Amstelstation dat op de spoordijk gebouwd werd. Voorafgaand aan de buitendienststelling werd het station in 1938 in het kader van de elektrificatie van het Middennet nog van bovenleiding voorzien, die dus slechts ruim een jaar is gebruikt.
Op de plaats van het afgebroken station kwamen het Rhijnspoorplein en de Weesperpoortstraat, later Wibautstraat genoemd. Bij de bouw van de metrotunnel in 1970 kwamen oude funderingen van het vroegere station, waaronder die van de locomotiefdraaischijf tevoorschijn.
Op de brug over de Singelgracht bij het Weesperplein is aan de oostzijde een beeldhouwwerk aangebracht met profielen van drie historische treintypen tussen 1843 en 1939.

## Fotogalerij

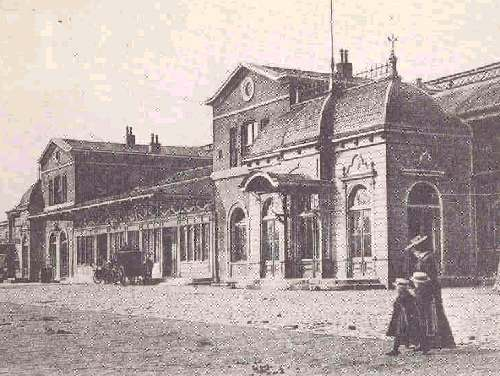
Het Weesperpoortstation omstreeks 1900.
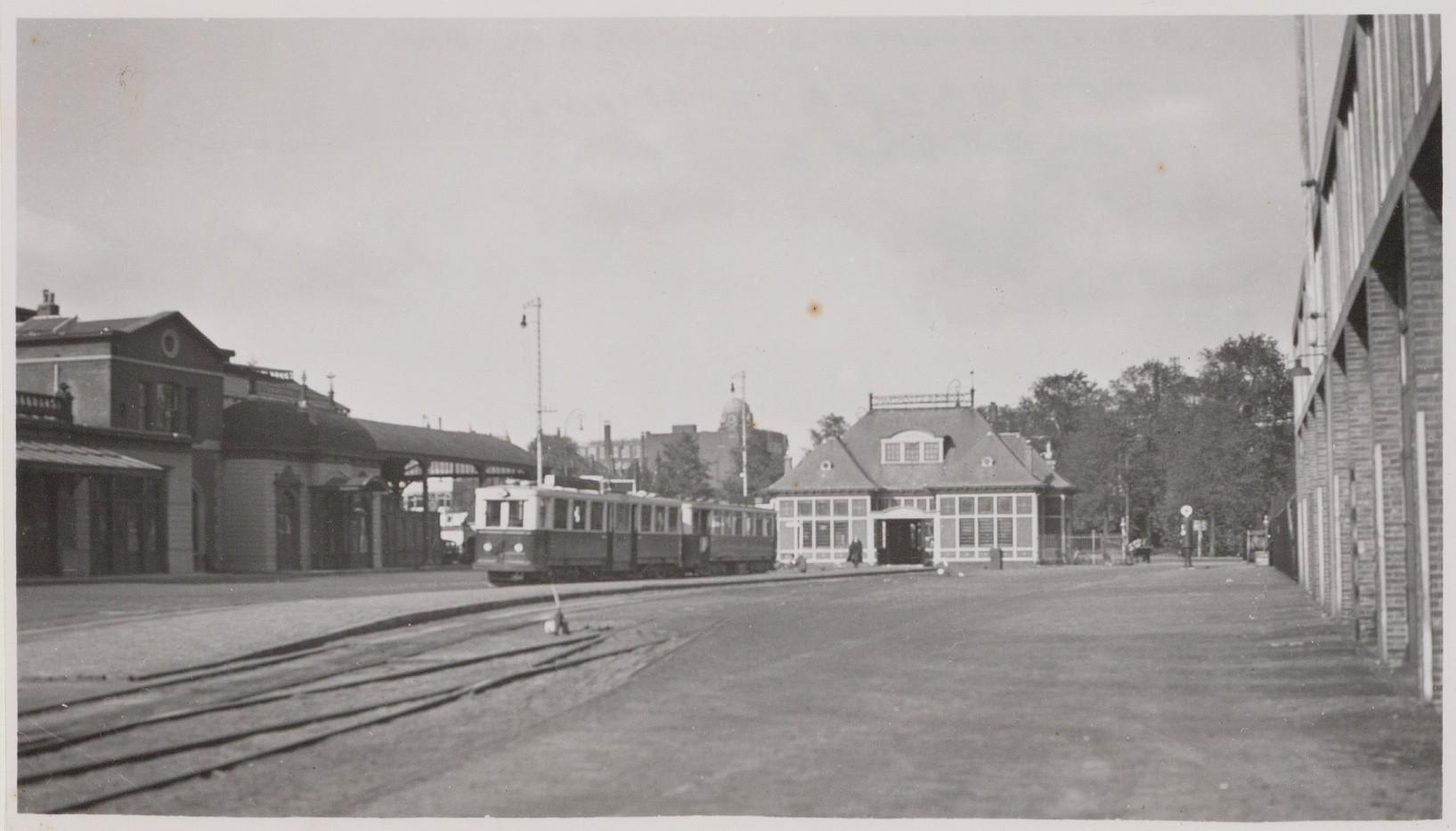
Het voorplein van het Weesperpoortstation, met links het stationsgebouw en rechts het tramstation en een motortram van de Gooische Tram; circa 1936.
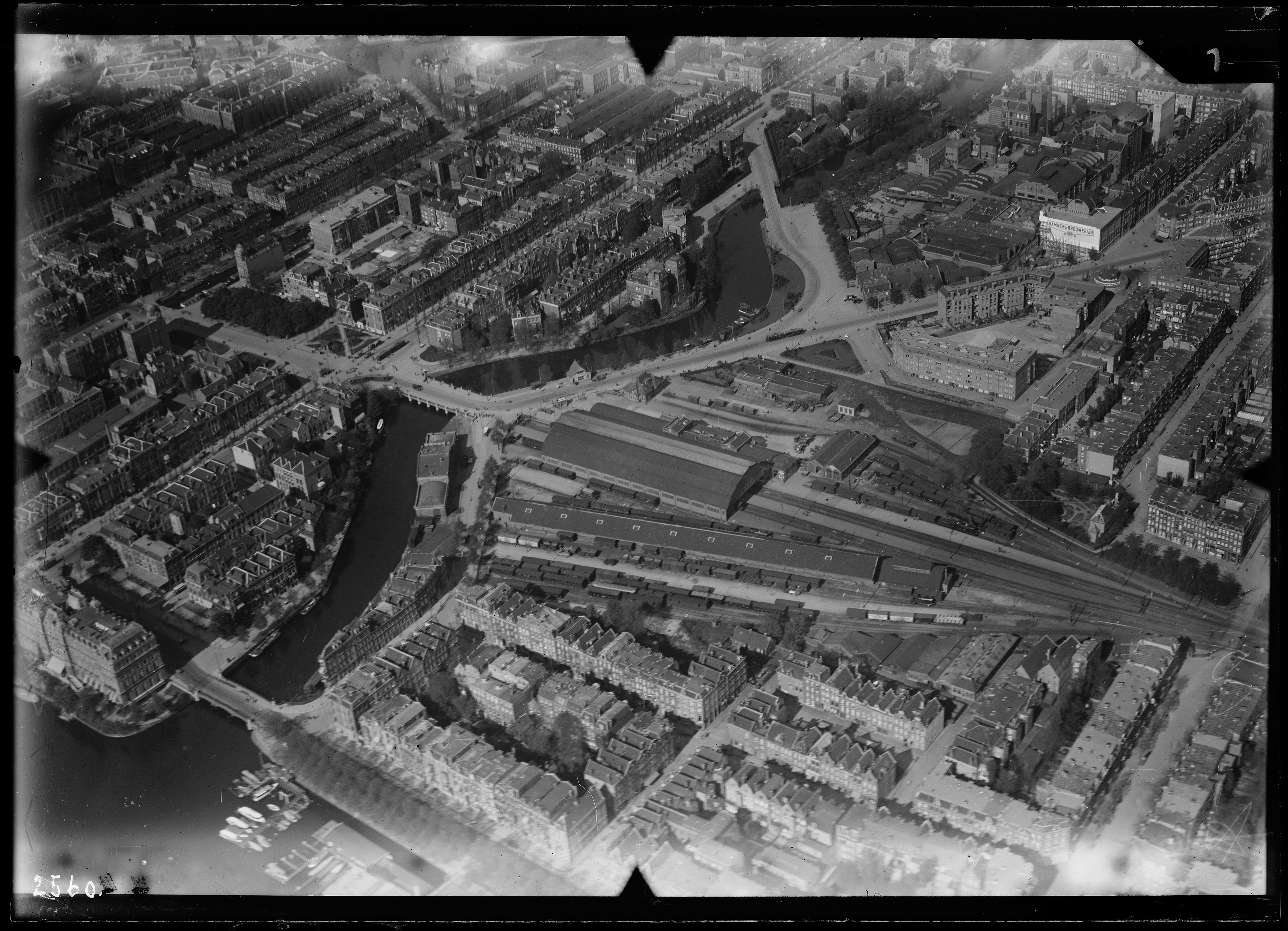
Station Amsterdam Weesperpoort, Luchtvaartafdeeling, 1920-1940.
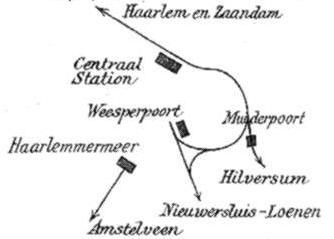
Ligging van de stations in Amsterdam in 1936.
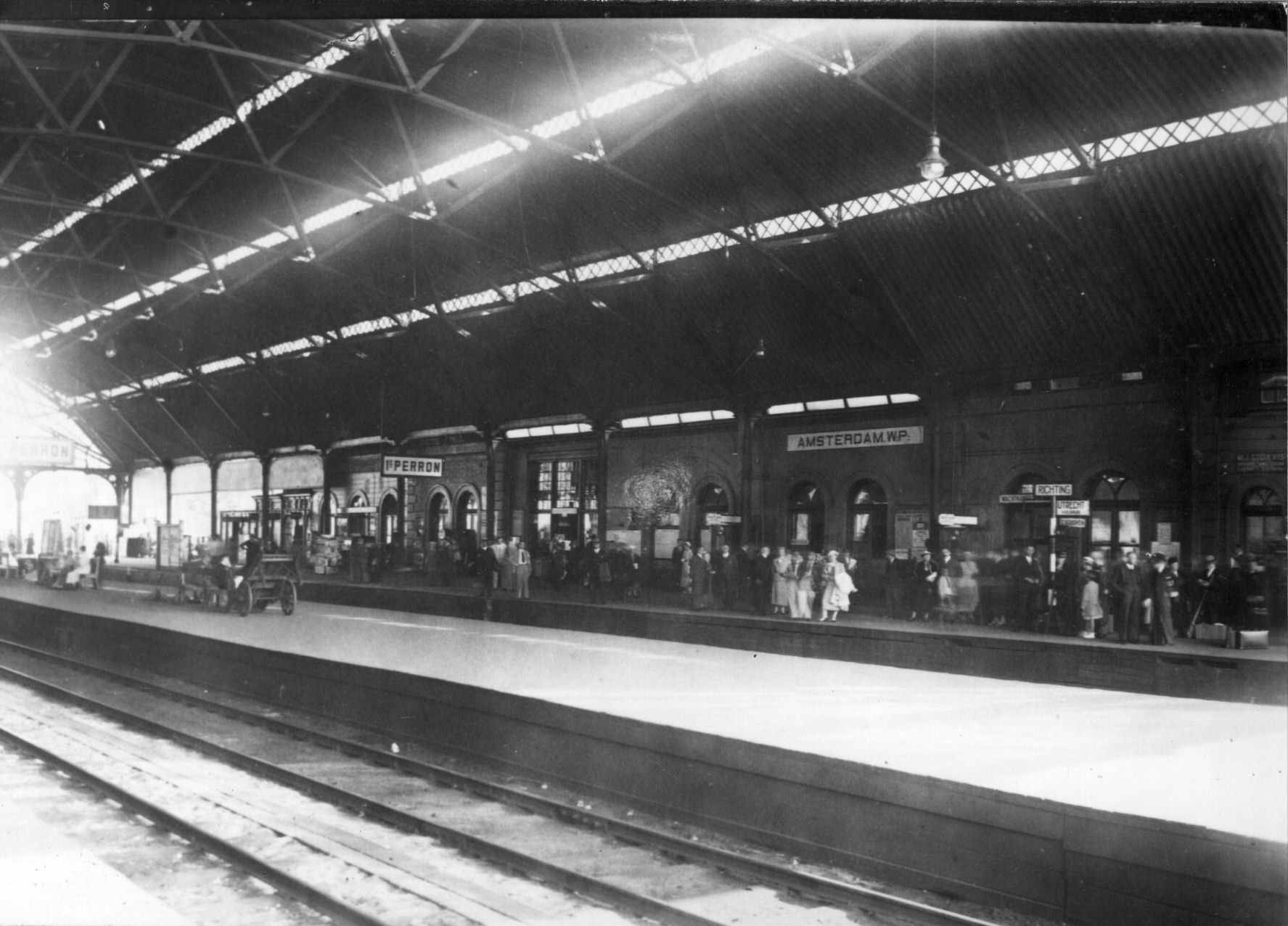
Perron 1931-1937
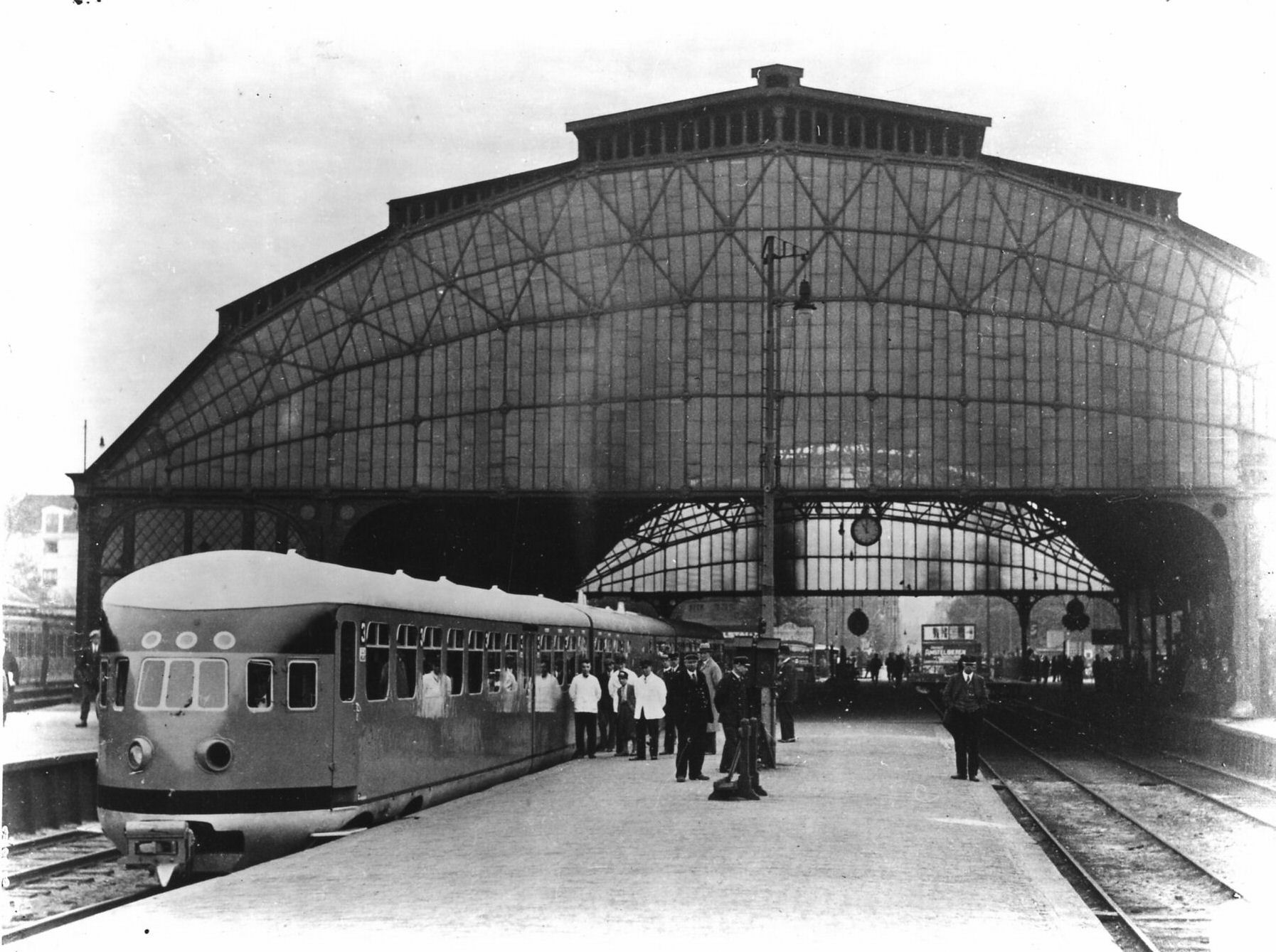
Dieseltreinstel 1934-1938, er hangt nog geen bovenleiding
- Omverhalen van de overkapping van het station in 1940.
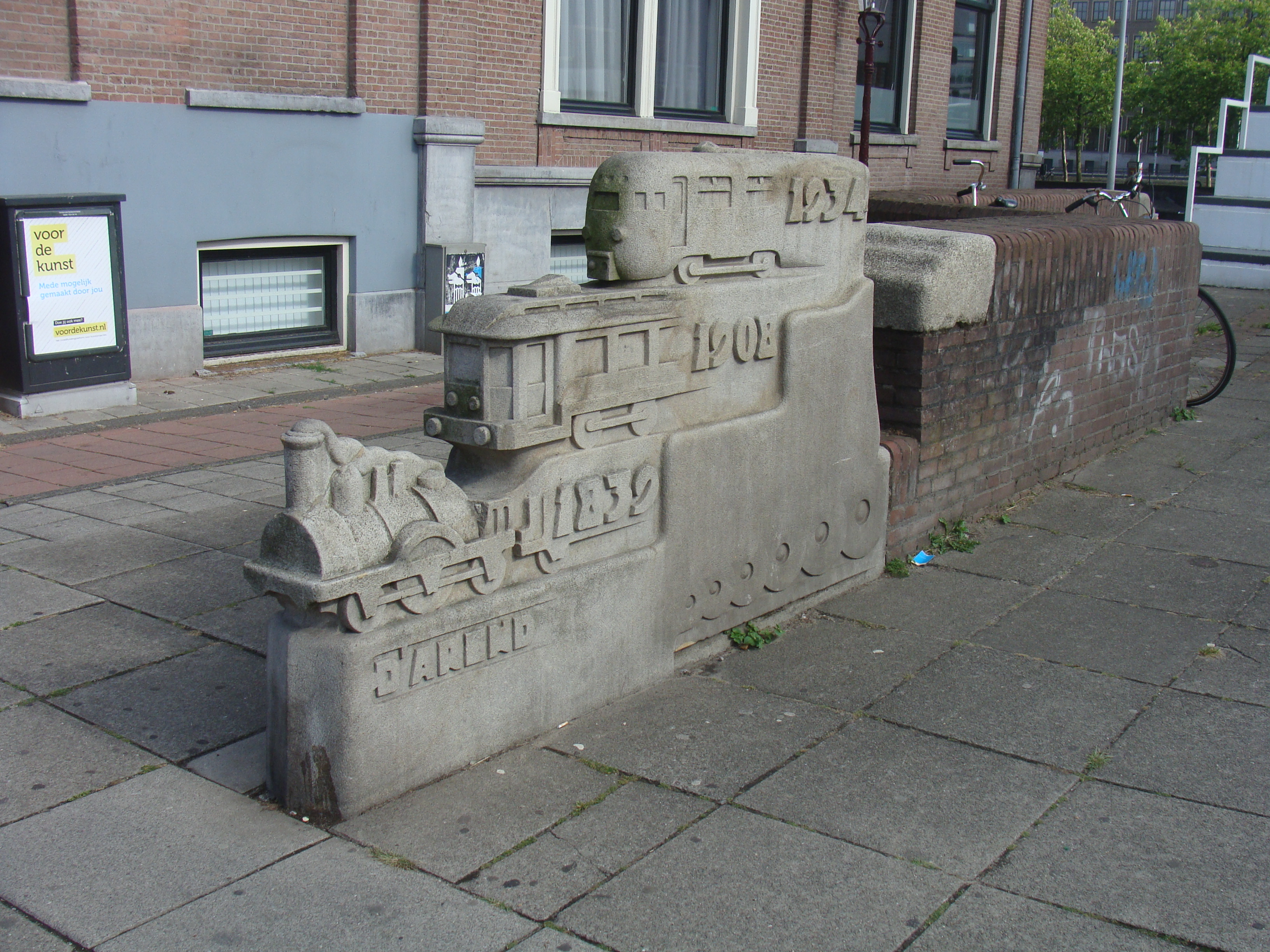
Beeldhouwwerk met historische treintypen op het Weesperplein nabij het voormalige Weesperpoortstation. Van links naar rechts: de Arend, het elektrische materieel van de ZHESM en de stroomlijndiesel uit de jaren dertig.